# Жанабетський сільський округ
Жанабе́тський сільський округ (каз. Жаңабет ауылдық округі, рос. Жанабетский сельский округ) — адміністративна одиниця у складі Теренкольського району Павлодарської області Казахстану. Адміністративний центр — село Жанабет.
Населення — 1015 осіб (2021; 1158 у 2009, 1851 у 1999, 2314 у 1989).
Станом на 1989 рік існувала Бобровська сільська рада (села Амангельди, Боброво, Жанабет, Жаскайрат). Село Боброво було ліквідоване 2017 року. 2023 року Бобровський сільський округ отримав сучасну назву.

## Склад
До складу округу входять такі населені пункти:
| Населений пункт  | Старі назви | Населення, осіб (1989) | Населення, осіб (1999) | Населення, осіб (2009) | Населення, осіб (2021) |
| ---------------- | ----------- | ---------------------- | ---------------------- | ---------------------- | ---------------------- |
| Амангельди, село | -           | 50                     | -                      | -                      | -                      |
| Боброво, село    | -           | 200                    | 108                    | 27                     | -                      |
| Жанабет, село    | -           | 1738                   | 1488                   | 959                    | 874                    |
| Жаскайрат, село  | -           | 326                    | 255                    | 172                    | 141                    |